# Beat Down: Fists of Vengeance
Beat Down: Fists of Vengeance (en español "derrotar") es un videojuego desarrollado por Cavia y publicado por Capcom en el año 2005 en el mes de junio. En este juego podremos controlar a cinco sicarios de una banda muy peligrosa acusada de traición por nuestra culpa llevándonos a una lucha contra la banda de Zanetti, la policía local de Las Sombras y con sus habitantes.

## Las Sombras
Las Sombras es la ciudad en la que se realiza la historia del videojuego Beat down, esta ciudad no se basa en ninguna ciudad real. Aquí podremos encontrar varios barrio, guetos...El barrio más importante en la historia es la calle central, en el que encontraremos la única zona segura, el bar The Hole (El hoyo) En este bar encontraremos un armario, consejos, y el principio de cada capítulo.

## Críticas
Beat down, según Yahoo juegos, copia la libertad del GTA: San Andreas, la forma de desenvolverse de The Warrios y la idea de reclutar del juego lobby.
- Datos: Q4876931